# Zeibekiko
Zeibekiko (gr: ζεϊμπέκικο, IPA: [zei̯ˈbeciko] ) is een Griekse volksdans in een langzame negendelige maat.

## Oorsprong en geschiedenis
Het ontleent zijn naam aan de Zeybeken, een irreguliere militie die van eind 17e tot begin 20e eeuw in de Egeïsche regio van het Ottomaanse rijk leefde. De dans werd voor het eerst gezien aan het einde van de 17e eeuw in steden als Constantinopel en Smyrna. Evliya Çelebi vermeldt in zijn geschriften dat het werd gedanst in de provincies Magnesia en Aydın op lokale feesten. Het was oorspronkelijk een dans voor twee gewapende mannen tegenover elkaar, maar  ontwikkelde zich tot een geïmproviseerde dans voor een enkele man.
Na de bevolkingsuitwisseling ten gevolge van de Grieks-Turkse Oorlog in 1922, werd de dans ook populair op het vasteland van Griekenland, waar werd gedanst op veel liederen van Laiko-muziek.

## Kenmerken
Een zeibekiko heeft meestal een ritmisch patroon van 9/4 of anders 9/8. Het wordt veelal opgesplitst als:
alternatief
De Zeibeikiko is van oorsprong een mannendans. Vanwege de bewegingen van de danser met gespreide armen wordt het ook wel de "adelaarsdans" genoemd. De dans heeft geen vaste stappen en bestaat alleen uit bepaalde figuren en een cirkelvormige beweging. Het speelt zich af op een oppervlakte van iets meer dan een vierkante meter en bestaat grotendeels uit geïmproviseerde bewegingen.
Af en toe voeren dansers acts uit, waarbij ze op een stoel staan, of een tafel oppakken, wat een gevoel van opschepperij en humor toevoegt.